# ATP Masters 1000
ATP Tour Masters 1000 er den tredjehøjeste kategori af individuelle tennisturneringer for mænd, kun overgået af de fire grand slam-turneringer og sæsonafslutningen ATP Finals. Siden 2009 har kategorien bestået af følgende ni turneringer: Canada Masters (der skiftevis spilles i Montreal og Toronto), Cincinnati Masters, Indian Wells Masters, Internazionali d'Italia (i Rom), Madrid Open, Miami Open, Monte-Carlo Masters, Paris Masters og Shanghai Masters. Sammensætningen af turneringerne afspejler nogenlunde den generelle sammensætning af turneringer på ATP Tour, idet der blandt de ni turneringer er seks, der spiller på hardcourt, og tre, der afvikles på grus.
Resultater i ATP Masters 1000-turneringer giver flere point til ATP's verdensrangliste end de øvrige turneringer, bortset fra grand slam-turneringer og ATP Finals. Til og med 2007 blev finalerne i Masters-turneringerne spillet bedst af fem sæt, men siden da er finalerne spillet bedst af tre sæt, ligesom de øvrige kampe i turneringerne.
I single har Novak Djokovic rekorden for flest vundne turneringer med 39 titler siden 1990. Djokovic er også den eneste spiller, der har vundet alle ni turneringer mindst en gang, en såkaldt "Career Golden Masters". Roger Federer, Rafael Nadal, Andre Agassi og Andy Murray har alle vundet syv af titlerne. Djokovic har endvidere rekorden for flest turneringssejre i Masters 1000-turneringerne på et kalenderår, idet han vandt 6 turneringer i 2015. Djokovic og Nadal er de eneste to spillere, der har vundet fire turneringer i træk, og Nadal er den eneste, der har gjort dette inden for et kalenderår, eftersom han vandt titlerne i Madrid, Rom, Canada og Cincinnati i 2013. Tilsammen var Nadal og Djokovic indehavere af samtlige ni Masters 1000-titler efter Miami Open 2014, idet de to spillere havde vundet alle titlerne siden Monte-Carlo Masters 2013, hvilket var første gang, at de ni titler var fordelt mellem blot to spillere.
I double har Bob og Mike Bryan rekorden for makkerpar med 39 doubletitler i Masters 1000-turneringer. Daniel Nestor og Bryan-brødrene er de eneste spillere, der i deres respektive karrierer har vundet alle ni titler. Bryan-brødrene har én gang (i 2014) vundet seks titler på et kalenderår, og to gange vundet fem titler på et kalenderår (2007 og 2013).
Kategorien har tidligere været spillet under navnene ATP Championship Series, Single-Week (1990-95), ATP Mercedes-Benz Super 9 (1996-99), Tennis Masters Series (2000-03), ATP Masters Series (2004-08) og ATP World Tour Masters 1000 (2009-18).

## Turneringer
Kategorien ATP Tour Masters 1000 består pt. af følgende turneringer, angivet i kronologisk rækkefølge i henhold til deres terminer på tennissæsonen pr. 2025.
| Turnering | Sponsoreret navn                                                                   | By                                            | Arena                        | Underlag  | Tilskuerpl.   | Grundlagt | Delt. | Termin                     |
| --- | ---------------------------------------------------------------------------------- | --------------------------------------------- | ---------------------------- | --------- | ------------- | --------- | ----- | -------------------------- |
| Indian Wells Masters | BNP Paribas Open                                                                   | Indian Wells                                  | Indian Wells Tennis Garden   | Hardcourt | 16.100        | 1987      | 96    | Primo-medio marts          |
| Miami Open | Miami Open presented by Itaú                                                       | Miami Gardens                                 | Hard Rock Stadium            | Hardcourt | 14.000        | 1985      | 96    | Medio-ultimo marts         |
| Monte-Carlo Masters | Rolex Monte-Carlo Masters                                                          | Roquebrune-Cap-Martin                         | Monte-Carlo Country Club     | Grus      | 9.000         | 1897      | 56    | Primo-medio april          |
| Madrid Open | Mutua Madrid Open                                                                  | Madrid                                        | Caja Mágica                  | Grus      | 12.442        | 2002      | 96    | Ultimo april - primo maj   |
| Internazionali d'Italia | Internazionali BNL d'Italia                                                        | Rom                                           | Foro Italico                 | Grus      | 10.400        | 1930      | 96    | Primo-medio maj            |
| Canada Masters | National Bank Open presented by Rogers Omnium Banque Nationale présenté par Rogers | Toronto (lige årstal) Montreal (ulige årstal) | Aviva Centre Stade IGA       | Hardcourt | 12.500 11.815 | 1881      | 96    | Ultimo juli - primo august |
| Cincinnati Open | Cincinnati Open                                                                    | Mason                                         | Lindner Family Tennis Center | Hardcourt | 11.435        | 1899      | 96    | Primo-medio august         |
| Shanghai Masters | Rolex Shanghai Masters                                                             | Shanghai                                      | Qizhong Stadion              | Hardcourt | 15.000        | 2009      | 96    | Primo-medio oktober        |
| Paris Masters | Rolex Paris Masters                                                                | Paris                                         | AccorHotels Arena            | Hardcourt | 15.609        | 1968      | 48    | Ultimo oktober             |
| Indian Wells Miami Monte Carlo Madrid Rom Montréal Toronto Cincinnati Shanghai Paris Turneringer afviklet på hardcourt. Turneringer afviklet på grus. |                                                                                    |                                               |                              |           |               |           |       |                            |

## Retningslinjer
ATP Tour's regelbog udstikker visse retningslinjer for turneringer i kategorien ATP Tour Masters 1000.

### Obligatorisk deltagelse
For spillere, der endte den foregående sæson i top 30 på ATP's verdensrangliste, er det som udgangspunkt obligatorisk at deltage i singlerækken i alle turneringer i kategorien ATP Tour Masters 1000 i et kalenderår, bortset fra Monte-Carlo Masters, dvs. otte turneringer i alt. Spillere, der opfylder et eller to af nedenstående kriterier, opnår imidlertid undtagelse for at deltage i én hhv. to af de obligatiske turneringer i et kalenderår:
- Spilleren har spillet mindst 600 kampe på ATP Tour (her medregnes også kampe i Davis Cup og grand slam-turneringer).
- Spilleren har spillet på touren i mindst 12 år (regnet fra det første år, hvor han gennemførte mindst 12 turneringer).
- Spilleren har nået en alder på mindst 30 år.

For spillere, der opfylder alle tre kriterier, bortfalder kravet om deltagelse i turneringer i denne kategori helt.

### Faciliteter
For turneringer i kategorien ATP Tour Masters 1000 er der som udgangspunkt følgende minimumskrav til arenaernes størrelse mht. antallet af tilskuerpladser.
| Turneringstype      | Største opvisningsbane | Næststørste opvisningsbane | Tredjestørste opvisningsbane | Alle andre baner |
| ------------------- | ---------------------- | -------------------------- | ---------------------------- | ---------------- |
| Fælles med WTA Tour | 12.000                 | 4.000                      | 2.000                        | 400              |
| Udendørs            | 10.000                 | 3.000                      | 1.000                        | -                |
| Indendørs           | 10.000                 | 1.000                      | 400                          | -                |

### Ranglistepoint
Spillerne opnår point til ATP's verdensrangliste ved deltagelse i Masters 1000-turneringer. Antallet af vundne point afhænger af antallet af deltagere i hovedturneringen. Pointsystemet blev senest opdateret inden sæsonen 2024

### Siden 2024
Siden 2024 har der været forskellige pointsystemer for single og double, eftersom pointene i singlerækkerne blev hævet en smule, bortset fra pointtallet til turneringsvinderne.
| Resultat                 | Point    | Point       | Point  |
| Resultat                 | Single   | Single      | Double |
| Resultat                 | 96 delt. | 48-56 delt. | Double |
| ------------------------ | -------- | ----------- | ------ |
| Vinder af turneringen    | 1.000    | 1.000       | 1.000  |
| Nederlag i finalen       | 650      | 650         | 600    |
| Nederlag i semfinalen    | 400      | 400         | 360    |
| Nederlag i kvartfinalen  | 200      | 200         | 180    |
| Nederlag i 1/8-finalen   | 100      | 100         | 90     |
| Nederlag i 1/16-finalen  | 50       | 50          | 0      |
| Nederlag i 1/32-finalen  | 30       | 10          | -      |
| Nederlag i 1/64-finalen  | 10       | -           | -      |
| Sejr i 2. kval.runde     | 20       | 30          | -      |
| Nederlag i 2. kval.runde | 10       | 16          | -      |
| Nederlag i 1. kval.runde | 0        | 0           | -      |

### Indtil 2023
| Resultat                 | Point        | Point           |
| Resultat                 | 96 deltagere | 48-56 deltagere |
| ------------------------ | ------------ | --------------- |
| Vinder af turneringen    | 1.000        | 1.000           |
| Nederlag i finalen       | 600          | 600             |
| Nederlag i semfinalen    | 360          | 360             |
| Nederlag i kvartfinalen  | 180          | 180             |
| Nederlag i 1/8-finalen   | 90           | 90              |
| Nederlag i 1/16-finalen  | 45           | 45              |
| Nederlag i 1/32-finalen  | 25           | 10              |
| Nederlag i 1/64-finalen  | 10           | -               |
| Sejr i 2. kval.runde     | 16           | 25              |
| Nederlag i 2. kval.runde | 8            | 16              |
| Nederlag i 1. kval.runde | 0            | 0               |

## Single

### Vindere
| Sæson | Indian Wells                   | Miami                          | Monte-Carlo                    | Hamburg                        | Rom                            | Canada           | Cincinnati       | Stockholm        | Paris            |
| --- | ------------------------------ | ------------------------------ | ------------------------------ | ------------------------------ | ------------------------------ | ---------------- | ---------------- | ---------------- | ---------------- |
| 1990 | Edberg (1/4)                   | Agassi (1/17)                  | Tjesnokov (1/2)                | Aguilera (1/1)                 | Muster (1/8)                   | Chang (1/7)      | Edberg (2/4)     | Becker (1/5)     | Edberg (3/4)     |
| 1991 | Courier (1/5)                  | Courier (2/5)                  | Bruguera (1/2)                 | Nováček (1/1)                  | Sánchez (1/1)                  | Tjesnokov (2/2)  | Forget (1/2)     | Becker (2/5)     | Forget (2/2)     |
| 1992 | Chang (2/7)                    | Chang (3/7)                    | Muster (2/8)                   | Edberg (4/4)                   | Courier (3/5)                  | Agassi (2/17)    | Sampras (1/11)   | Ivanišević (1/2) | Becker (3/5)     |
| 1993 | Courier (4/5)                  | Sampras (2/11)                 | Bruguera (2/2)                 | Stich (1/2)                    | Courier (5/5)                  | Pernfors (1/1)   | Chang (4/7)      | Stich (2/2)      | Ivanišević (2/2) |
| 1994 | Sampras (3/11)                 | Sampras (4/11)                 | Medvedev (1/4)                 | Medvedev (2/4)                 | Sampras (5/11)                 | Agassi (3/17)    | Chang (5/7)      | Becker (4/5)     | Agassi (4/17)    |
| Sæson | Indian Wells                   | Miami                          | Monte-Carlo                    | Hamburg                        | Rom                            | Canada           | Cincinnati       | Essen            | Paris            |
| 1995 | Sampras (6/11)                 | Agassi (5/17)                  | Muster (3/8)                   | Medvedev (3/4)                 | Muster (4/8)                   | Agassi (6/17)    | Agassi (7/17)    | Muster (5/8)     | Sampras (7/11)   |
| Sæson | Indian Wells                   | Miami                          | Monte-Carlo                    | Hamburg                        | Rom                            | Cincinnati       | Canada           | Stuttgart        | Paris            |
| 1996 | Chang (6/7)                    | Agassi (8/17)                  | Muster (6/8)                   | Carretero (1/1)                | Muster (7/8)                   | Agassi (9/17)    | Ferreira (1/2)   | Becker (5/5)     | Enqvist (1/3)    |
| Sæson | Indian Wells                   | Miami                          | Monte-Carlo                    | Hamburg                        | Rom                            | Canada           | Cincinnati       | Stuttgart        | Paris            |
| 1997 | Chang (7/7)                    | Muster (8/8)                   | Ríos (1/5)                     | Medvedev (4/4)                 | Corretja (1/2)                 | Woodruff (1/1)   | Sampras (8/11)   | Korda (1/1)      | Sampras (9/11)   |
| 1998 | Ríos (2/5)                     | Ríos (3/5)                     | Moyá (1/3)                     | Costa (1/1)                    | Ríos (4/5)                     | Rafter (1/2)     | Rafter (2/2)     | Krajicek (1/2)   | Rusedski (1/1)   |
| 1999 | Philippoussis (1/1)            | Krajicek (2/2)                 | Kuerten (1/5)                  | Ríos (5/5)                     | Kuerten (2/5)                  | Johansson (1/1)  | Sampras (10/11)  | Enqvist (2/3)    | Agassi (10/17)   |
| Sæson | Indian Wells                   | Miami                          | Monte-Carlo                    | Rom                            | Hamburg                        | Canada           | Cincinnati       | Stuttgart        | Paris            |
| 2000 | Corretja (2/2)                 | Sampras (11/11)                | Pioline (1/1)                  | Norman (1/1)                   | Kuerten (3/5)                  | Safin (1/5)      | Enqvist (3/3)    | Ferreira (2/2)   | Safin (2/5)      |
| 2001 | Agassi (11/17)                 | Agassi (12/17)                 | Kuerten (4/5)                  | Ferrero (1/4)                  | Portas (1/1)                   | Pavel (1/1)      | Kuerten (5/5)    | Haas (1/1)       | Grosjean (1/1)   |
| Sæson | Indian Wells                   | Miami                          | Monte-Carlo                    | Rom                            | Hamburg                        | Canada           | Cincinnati       | Madrid           | Paris            |
| 2002 | Hewitt (1/2)                   | Agassi (13/17)                 | Ferrero (2/4)                  | Agassi (14/17)                 | Federer (1/28)                 | Cañas (1/1)      | Moyá (2/3)       | Agassi (15/17)   | Safin (3/5)      |
| 2003 | Hewitt (2/2)                   | Agassi (16/17)                 | Ferrero (3/4)                  | Mantilla (1/1)                 | Coria (1/2)                    | Roddick (1/5)    | Roddick (2/5)    | Ferrero (4/4)    | Henman (1/1)     |
| 2004 | Federer (2/28)                 | Roddick (3/5)                  | Coria (2/2)                    | Moyá (3/3)                     | Federer (3/28)                 | Federer (4/28)   | Agassi (17/17)   | Safin (4/5)      | Safin (5/5)      |
| 2005 | Federer (5/28)                 | Federer (6/28)                 | Nadal (1/36)                   | Nadal (2/36)                   | Federer (7/28)                 | Nadal (3/36)     | Federer (8/28)   | Nadal (4/36)     | Berdych (1/1)    |
| 2006 | Federer (9/28)                 | Federer (10/28)                | Nadal (5/36)                   | Nadal (6/36)                   | Robredo (1/1)                  | Federer (11/28)  | Roddick (4/5)    | Federer (12/28)  | Davydenko (1/3)  |
| 2007 | Nadal (7/36)                   | Djokovic (1/40)                | Nadal (8/36)                   | Nadal (9/36)                   | Federer (13/28)                | Djokovic (2/40)  | Federer (14/28)  | Nalbandian (1/2) | Nalbandian (2/2) |
| 2008 | Djokovic (3/40)                | Davydenko (2/3)                | Nadal (10/36)                  | Djokovic (4/40)                | Nadal (11/36)                  | Nadal (12/36)    | Murray (1/14)    | Murray (2/14)    | Tsonga (1/2)     |
| Sæson | Indian Wells                   | Miami                          | Monte-Carlo                    | Rom                            | Madrid                         | Canada           | Cincinnati       | Shanghai         | Paris            |
| 2009 | Nadal (13/36)                  | Murray (3/14)                  | Nadal (14/36)                  | Nadal (15/36)                  | Federer (15/28)                | Murray (4/14)    | Federer (16/28)  | Davydenko (3/3)  | Djokovic (5/40)  |
| Sæson | Indian Wells                   | Miami                          | Monte-Carlo                    | Madrid                         | Rom                            | Canada           | Cincinnati       | Shanghai         | Paris            |
| 2010 | Ljubičić (1/1)                 | Roddick (5/5)                  | Nadal (16/36)                  | Nadal (17/36)                  | Nadal (18/36)                  | Murray (5/14)    | Federer (17/28)  | Murray (6/14)    | Söderling (1/1)  |
| 2011 | Djokovic (6/40)                | Djokovic (7/40)                | Nadal (19/36)                  | Djokovic (8/40)                | Djokovic (9/40)                | Djokovic (10/40) | Murray (7/14)    | Murray (8/14)    | Federer (18/28)  |
| 2012 | Federer (19/28)                | Djokovic (11/40)               | Nadal (20/36)                  | Federer (20/28)                | Nadal (21/36)                  | Djokovic (12/40) | Federer (21/28)  | Djokovic (13/40) | Ferrer (1/1)     |
| 2013 | Nadal (22/36)                  | Murray (9/14)                  | Djokovic (14/40)               | Nadal (23/36)                  | Nadal (24/36)                  | Nadal (25/36)    | Nadal (26/36)    | Djokovic (15/40) | Djokovic (16/40) |
| 2014 | Djokovic (17/40)               | Djokovic (18/40)               | Wawrinka (1/1)                 | Nadal (27/36)                  | Djokovic (19/40)               | Tsonga (2/2)     | Federer (22/28)  | Federer (23/28)  | Djokovic (20/40) |
| 2015 | Djokovic (21/40)               | Djokovic (22/40)               | Djokovic (23/40)               | Murray (10/14)                 | Djokovic (24/40)               | Murray (11/14)   | Federer (24/28)  | Djokovic (25/40) | Djokovic (26/40) |
| 2016 | Djokovic (27/40)               | Djokovic (28/40)               | Nadal (28/36)                  | Djokovic (29/40)               | Murray (12/14)                 | Djokovic (30/40) | Čilić (1/1)      | Murray (13/14)   | Murray (14/14)   |
| 2017 | Federer (25/28)                | Federer (26/28)                | Nadal (29/36)                  | Nadal (30/36)                  | Zverev (1/7)                   | Zverev (2/7)     | Dimitrov (1/1)   | Federer (27/28)  | Sock (1/1)       |
| 2018 | Potro (1/1)                    | Isner (1/1)                    | Nadal (31/36)                  | Zverev (3/7)                   | Nadal (32/36)                  | Nadal (33/36)    | Djokovic (31/40) | Djokovic (32/40) | Khatjanov (1/1)  |
| 2019 | Thiem (1/1)                    | Federer (28/28)                | Fognini (1/1)                  | Djokovic (33/40)               | Nadal (34/36)                  | Nadal (35/36)    | Medvedev (1/6)   | Medvedev (2/6)   | Djokovic (34/40) |
| Sæson | Indian Wells                   | Miami                          | Madrid                         | Monte-Carlo                    | Canada                         | Cincinnati       | Rom              | Shanghai         | Paris            |
| 2020 | Aflyst pga. COVID-19-pandemien | Aflyst pga. COVID-19-pandemien | Aflyst pga. COVID-19-pandemien | Aflyst pga. COVID-19-pandemien | Aflyst pga. COVID-19-pandemien | Djokovic (35/40) | Djokovic (36/40) | Aflyst           | Medvedev (3/6)   |
| Sæson | Miami                          | Monte-Carlo                    | Madrid                         | Rom                            | Canada                         | Cincinnati       | Shanghai         | Indian Wells     | Paris            |
| 2021 | Hurkacz (1/2)                  | Tsitsipas (1/3)                | Zverev (4/7)                   | Nadal (36/36)                  | Medvedev (4/6)                 | Zverev (5/7)     | Aflyst           | Norrie (1/1)     | Djokovic (37/40) |
| Sæson | Indian Wells                   | Miami                          | Monte-Carlo                    | Madrid                         | Rom                            | Canada           | Cincinnati       | Shanghai         | Paris            |
| 2022 | Fritz (1/1)                    | Alcaraz (1/8)                  | Tsitsipas (2/3)                | Alcaraz (2/8)                  | Djokovic (38/40)               | Busta (1/1)      | Ćorić (1/1)      | Aflyst           | Rune (1/1)       |
| 2023 | Alcaraz (3/8)                  | Medvedev (5/6)                 | Rubljov (1/2)                  | Alcaraz (4/8)                  | Medvedev (6/6)                 | Sinner (1/4)     | Djokovic (39/40) | Hurkacz (2/2)    | Djokovic (40/40) |
| 2024 | Alcaraz (5/8)                  | Sinner (2/4)                   | Tsitsipas (3/3)                | Rubljov (2/2)                  | Zverev (6/7)                   | Popyrin (1/1)    | Sinner (3/4)     | Sinner (4/4)     | Zverev (7/7)     |
| 2025 | Draper (1/1)                   | Menšík (1/1)                   | Alcaraz (6/8)                  | Ruud (1/1)                     | Alcaraz (7/8)                  | Shelton (1/1)    | Alcaraz (8/8)    |                  |                  |
| Første Masters 1000-titel for den pågældende spiller. Fuldførelse af en spillers "Career Golden Masters". |                                |                                |                                |                                |                                |                  |                  |                  |                  |

#### Flest titler
Aktive spillere er markeret med fed skrift.
| Antal titler | Spiller             | Periode | Titler |
| ------------ | ------------------- | ------- | --- |
| 40           | Novak Djokovic      | 2007-23 | Paris (7), Miami (6), Rom (6), Indian Wells (5), Canada (4), Shanghai (4), Madrid (3), Cincinnati (3), Monte-Carlo (2) |
| 36           | Rafael Nadal        | 2005-21 | Monte-Carlo (11), Rom (9), Madrid (5), Canada (5), Indian Wells (3), Cincinnati (2), Hamburg (1)                       |
| 28           | Roger Federer       | 2002-19 | Cincinnati (7), Indian Wells (5), Miami (4), Hamburg (4), Madrid (3), Canada (2), Shanghai (2), Paris (1)              |
| 17           | Andre Agassi        | 1990-04 | Miami (6), Canada (3), Cincinnati (3), Paris (2), Indian Wells (1), Rom (1), Madrid (1)                                |
| 14           | Andy Murray         | 2008-16 | Canada (3), Shanghai (3), Miami (2), Madrid (2), Cincinnati (2), Rom (1), Paris (1)                                    |
| 11           | Pete Sampras        | 1992-00 | Miami (3), Cincinnati (3), Indian Wells (2), Paris (2), Rom (1)                                                        |
| 8            | Thomas Muster       | 1990-97 | Monte-Carlo (3), Rom (3), Miami (1), Essen (1)                                                                         |
| 8            | Carlos Alcaraz      | 2022-25 | Indian Wells (2), Madrid (2), Miami (1), Monte-Carlo (1), Rom (1), Cincinnati (1)                                      |
| 7            | Michael Chang       | 1990-97 | Indian Wells (3), Cincinnati (2), Miami (1), Canada (1)                                                                |
| 7            | Alexander Zverev    | 2017-24 | Madrid (2), Rom (2), Canada (1), Cincinnati (1), Paris (1)                                                             |
| 6            | Daniil Medvedev     | 2019-23 | Miami (1), Madrid (1), Internazionali d'Italia (1), Cincinnati (1), Shanghai (1), Paris (1)                            |
| 5            | Jim Courier         | 1991-93 | Indian Wells (2), Rom (2), Miami (1)                                                                                   |
| 5            | Boris Becker        | 1990-96 | Stockholm (3), Stuttgart (1), Paris (1)                                                                                |
| 5            | Marcelo Ríos        | 1997-99 | Indian Wells (1), Miami (1), Monte-Carlo (1), Hamburg (1), Rom (1)                                                     |
| 5            | Gustavo Kuerten     | 1999-01 | Monte-Carlo (2), Rom (1), Hamburg (1), Cincinnati (1)                                                                  |
| 5            | Marat Safin         | 2000-04 | Paris (3), Canada (1), Madrid (1)                                                                                      |
| 5            | Andy Roddick        | 2003-10 | Miami (2), Cincinnati (2), Canada (1)                                                                                  |
| 4            | Stefan Edberg       | 1990-92 | Indian Wells (1), Hamburg (1), Cincinnati (1), Paris (1)                                                               |
| 4            | Andrij Medvedev     | 1994-97 | Hamburg (3), Monte-Carlo (1)                                                                                           |
| 4            | Juan Carlos Ferrero | 2001-03 | Monte-Carlo (2), Rom (1), Madrid (1)                                                                                   |
| 4            | Jannik Sinner       | 2023-24 | Miami (1), Canada (1), Cincinnati (1), Shanghai (1)                                                                    |

### Sejrsprocent
Top 10 over spillerene med størst sejrsprocent pr. 15. august 2025. Listen indeholder kun spillere med mindst 50 spillede kampe.
| Spiller          | Sejrs-% | Vundne | Tabte |
| ---------------- | ------- | ------ | ----- |
| Rafael Nadal     | 82,00 % | 410    | 90    |
| Novak Djokovic   | 81,50 % | 414    | 94    |
| Carlos Alcaraz   | 78,10 % | 82     | 23    |
| Roger Federer    | 77,91 % | 381    | 108   |
| Jannik Sinner    | 76,32 % | 87     | 27    |
| Andre Agassi     | 74,11 % | 209    | 73    |
| Pete Sampras     | 73,08 % | 190    | 70    |
| Stefan Edberg    | 72,00 % | 108    | 42    |
| Alexander Zverev | 70,22 % | 158    | 67    |
| Guillermo Coria  | 69,90 % | 72     | 31    |

## Double

### Vindere
| Sæson                                               | Indian Wells                       | Miami                                | Monte-Carlo                        | Hamburg                            | Rom                                  | Canada                              | Cincinnati                           | Stockholm                            | Paris                                       |
| --------------------------------------------------- | ---------------------------------- | ------------------------------------ | ---------------------------------- | ---------------------------------- | ------------------------------------ | ----------------------------------- | ------------------------------------ | ------------------------------------ | ------------------------------------------- |
| 1990                                                | Becker (1/2) Forget (1/3)          | Leach (1/4) Pugh (1/1)               | P. Korda (1/3) Šmíd (1/1)          | Bruguera (1/1) Courier (1/3)       | Casal (1/3) E. Sánchez (1/3)         | Annacone (1/1) Wheaton (1/1)        | Cahill (1/1) Kratzmann (1/1)         | Forget (2/3) Hlasek (1/2)            | Davis (1/1) Pate (1/1)                      |
| 1991                                                | Courier (2/3) J. Sánchez (1/2)     | W. Ferreira (1/6) Norval (1/2)       | Jensen (1/1) Warder (1/1)          | Casal (2/3) E. Sánchez (2/3)       | Camporese (1/1) Ivanišević (1/1)     | Galbraith (1/5) Witsken (1/2)       | Flach (1/2) Seguso (1/1)             | Fitzgerald (1/2) Järryd (1/2)        | Fitzgerald (2/2) Järryd (2/2)               |
| 1992                                                | DeVries (1/1) Macpherson (1/1)     | Flach (2/2) Witsken (2/2)            | Becker (2/2) Stich (1/1)           | Casal (3/3) E. Sánchez (3/3)       | Hlasek (2/2) Rosset (1/1)            | Galbraith (2/5) Visser (1/1)        | Woodbridge (1/18) Woodforde (1/14)   | Woodbridge (2/18) Woodforde (2/14)   | J. McEnroe (1/1) P. McEnroe (1/1)           |
| 1993                                                | Forget (3/3) Leconte (1/1)         | Krajicek (1/1) Siemerink (1/2)       | Edberg (1/1) P. Korda (2/3)        | Haarhuis (1/10) Koevermans (1/1)   | Eltingh (1/8) Haarhuis (2/10)        | Courier (3/3) Knowles (1/16)        | Agassi (1/1) P. Korda (3/3)          | Woodbridge (3/18) Woodforde (3/14)   | B. Black (1/5) Stark (1/2)                  |
| 1994                                                | Connell (1/3) Galbraith (3/5)      | Eltingh (2/8) Haarhuis (3/10)        | Kulti (1/2) Larsson (1/1)          | Melville (1/1) Norval (2/2)        | Kafelnikov (1/7) Rikl (1/4)          | B. Black (2/5) Stark (2/2)          | O'Brien (1/5) Stolle (1/4)           | Woodbridge (4/18) Woodforde (4/14)   | Eltingh (3/8) Haarhuis (4/10)               |
| Sæson                                               | Indian Wells                       | Miami                                | Monte-Carlo                        | Hamburg                            | Rom                                  | Canada                              | Cincinnati                           | Essen                                | Paris                                       |
| 1995                                                | Ho (1/1) Steven (1/1)              | Woodbridge (5/18) Woodforde (5/14)   | Eltingh (4/8) Haarhuis (5/10)      | W. Ferreira (2/6) Kafelnikov (2/7) | Suk (1/2) Vacek (1/1)                | Kafelnikov (3/7) Olhovskij (1/1)    | Woodbridge (6/18) Woodforde (6/14)   | Eltingh (5/8) Haarhuis (6/10)        | Connell (2/3) Galbraith (4/5)               |
| Sæson                                               | Indian Wells                       | Miami                                | Monte-Carlo                        | Hamburg                            | Rom                                  | Cincinnati                          | Canada                               | Stuttgart                            | Paris                                       |
| 1996                                                | Woodbridge (7/18) Woodforde (7/14) | Woodbridge (8/18) Woodforde (8/14)   | E. Ferreira (1/4) Siemerink (2/2)  | Knowles (2/17) Nestor (1/28)       | B. Black (3/5) Connell (3/3)         | Knowles (3/17) Nestor (2/28)        | Galbraith (5/5) Haarhuis (7/10)      | Lareau (1/4) O'Brien (2/5)           | Eltingh (6/8) Haarhuis (8/10)               |
| Sæson                                               | Indian Wells                       | Miami                                | Monte-Carlo                        | Hamburg                            | Rom                                  | Canada                              | Cincinnati                           | Stuttgart                            | Paris                                       |
| 1997                                                | Knowles (4/17) Nestor (3/28)       | Woodbridge (9/18) Woodforde (9/14)   | Johnson (1/2) Montana (1/2)        | Lobo (1/1) J. Sánchez (3/3)        | Knowles (5/17) Nestor (4/28)         | Bhupathi (1/16) Paes (1/13)         | Woodbridge (10/18) Woodforde (10/14) | Woodbridge (11/18) Woodforde (11/14) | Eltingh (7/8) Haarhuis (9/10)               |
| 1998                                                | Björkman (1/15) Rafter (1/2)       | E. Ferreira (2/4) Leach (2/4)        | Eltingh (8/8) Haarhuis (10/10)     | Johnson (2/2) Montana (2/2)        | Bhupathi (2/16) Paes (2/13)          | Damm (1/4) Grabb (2/2)              | Knowles (6/17) Nestor (5/28)         | Lareau (2/4) O'Brien (3/5)           | Bhupathi (3/16) Paes (3/13)                 |
| 1999                                                | W. Black (1/5) Stolle (2/4)        | W. Black (2/5) Stolle (3/4)          | Delaître (1/1) Henman (1/2)        | Arthurs (1/3) Kratzmann (1/1)      | E. Ferreira (3/4) Leach (3/4)        | Björkman (2/15) Rafter (2/2)        | Björkman (3/15) B. Black (4/5)       | Björkman (4/15) B. Black (5/5)       | Lareau (3/4) O'Brien (4/5)                  |
| Sæson                                               | Indian Wells                       | Miami                                | Monte-Carlo                        | Rome                               | Hamburg                              | Canada                              | Cincinnati                           | Stuttgart                            | Paris                                       |
| 2000                                                | O'Brien (5/5) Palmer (1/1)         | Woodbridge (12/18) Woodforde (12/14) | W. Ferreira (3/6) Kafelnikov (4/7) | Damm (2/4) Hrbatý (1/1)            | Woodbridge (13/18) Woodforde (13/14) | Lareau (4/4) Nestor (6/28)          | Woodbridge (14/18) Woodforde (14/14) | Novák (1/3) Rikl (2/4)               | Kulti (2/2) Mirnyj (1/16)                   |
| 2001                                                | W. Ferreira (4/6) Kafelnikov (5/7) | Novák (2/3) Rikl (3/4)               | Björkman (5/15) Woodbridge (15/18) | W. Ferreira (5/6) Kafelnikov (6/7) | Björkman (6/15) Woodbridge (16/18)   | Novák (3/3) Rikl (4/4)              | Bhupathi (4/16) Paes (4/13)          | Mirnyj (2/16) Stolle (4/4)           | E. Ferreira (4/4) Leach (4/4)               |
| Sæson                                               | Indian Wells                       | Miami                                | Monte-Carlo                        | Rome                               | Hamburg                              | Canada                              | Cincinnati                           | Madrid                               | Paris                                       |
| 2002                                                | Knowles (7/17) Nestor (7/28)       | Knowles (8/17) Nestor (8/28)         | Björkman (7/15) Woodbridge (17/18) | Damm (3/4) Suk (2/2)               | Bhupathi (5/16) Gambill (1/1)        | B. Bryan (1/39) M. Bryan (1/39)     | Blake (1/1) Martin (1/1)             | Knowles (9/17) Nestor (9/28)         | Escudé (1/1) Santoro (1/3)                  |
| 2003                                                | W. Ferreira (6/6) Kafelnikov (7/7) | Federer (1/1) Mirnyj (3/16)          | Bhupathi (6/16) Mirnyj (4/16)      | Arthurs (2/3) Hanley (1/3)         | Knowles (10/17) Nestor (10/28)       | Bhupathi (7/16) Mirnyj (5/16)       | B. Bryan (2/39) M. Bryan (2/39)      | Bhupathi (8/16) Mirnyj (6/16)        | Arthurs (3/3) Hanley (2/3)                  |
| 2004                                                | Clément (1/2) Grosjean (1/1)       | W. Black (3/5) Ullyett (1/5)         | Henman (2/2) Zimonjić (1/15)       | Bhupathi (9/16) Mirnyj (7/16)      | W. Black (4/5) Ullyett (2/5)         | Bhupathi (10/16) Paes (5/13)        | Knowles (11/17) Nestor (11/28)       | Knowles (12/17) Nestor (12/28)       | Björkman (8/15) Woodbridge (18/18)          |
| 2005                                                | Knowles (13/17) Nestor (13/28)     | Björkman (9/15) Mirnyj (8/16)        | Paes (6/13) Zimonjić (2/15)        | Llodra (1/3) Santoro (2/3)         | Björkman (10/15) Mirnyj (9/16)       | W. Black (5/5) Ullyett (3/5)        | Björkman (11/15) Mirnyj (10/16)      | Knowles (14/17) Nestor (14/28)       | B. Bryan (3/39) M. Bryan (3/39)             |
| 2006                                                | Knowles (15/17) Nestor (15/28)     | Björkman (12/15) Mirnyj (11/16)      | Björkman (13/15) Mirnyj (12/16)    | Knowles (16/17) Nestor (16/28)     | Hanley (3/3) Ullyett (4/5)           | B. Bryan (4/39) M. Bryan (4/39)     | Björkman (14/15) Mirnyj (13/16)      | B. Bryan (5/39) M. Bryan (5/39)      | Clément (2/2) Llodra (2/3)                  |
| 2007                                                | Damm (4/4) Paes (7/13)             | B. Bryan (6/39) M. Bryan (6/39)      | B. Bryan (7/39) M. Bryan (7/39)    | Santoro (3/3) Zimonjić (3/15)      | B. Bryan (8/39) M. Bryan (8/39)      | Bhupathi (11/16) Vízner (1/1)       | Erlich (1/2) A. Ram (1/3)            | B. Bryan (9/39) M. Bryan (9/39)      | B. Bryan (10/39) M. Bryan (10/39)           |
| 2008                                                | Erlich (2/2) A. Ram (2/3)          | B. Bryan (11/39) M. Bryan (11/39)    | Nadal (1/3) Robredo (1/1)          | B. Bryan (12/39) M. Bryan (12/39)  | Nestor (17/28) Zimonjić (4/15)       | Nestor (18/28) Zimonjić (5/15)      | B. Bryan (13/39) M. Bryan (13/39)    | Fyrstenberg (1/2) Matkowski (1/2)    | Björkman (15/15) Ullyett (5/5)              |
| Sæson                                               | Indian Wells                       | Miami                                | Monte-Carlo                        | Rom                                | Madrid                               | Canada                              | Cincinnati                           | Shanghai                             | Paris                                       |
| 2009                                                | Fish (1/1) Roddick (1/1)           | Mirnyj (14/16) A. Ram (3/3)          | Nestor (19/28) Zimonjić (6/15)     | Nestor (20/28) Zimonjić (7/15)     | Nestor (21/28) Zimonjić (8/15)       | Bhupathi (12/16) Knowles (17/17)    | Nestor (22/28) Zimonjić (9/15)       | Benneteau (1/2) Tsonga (1/1)         | \| Nestor (23/28) \| \| Zimonjić (10/15) \| |
| 2010                                                | López (1/3) Nadal (2/3)            | Dlouhý (1/1) Paes (8/13)             | Nestor (24/28) Zimonjić (11/15)    | B. Bryan (14/39) M. Bryan (14/39)  | B. Bryan (15/39) M. Bryan (15/39)    | B. Bryan (16/39) M. Bryan (16/39)   | B. Bryan (17/39) M. Bryan (17/39)    | Melzer (1/1) Paes (9/13)             | Bhupathi (13/16) Mirnyj (15/16)             |
| Sæson                                               | Indian Wells                       | Miami                                | Monte-Carlo                        | Madrid                             | Rom                                  | Canada                              | Cincinnati                           | Shanghai                             | Paris                                       |
| 2011                                                | Dolgopolov (1/1) Malisse (1/1)     | Bhupathi (14/16) Paes (10/13)        | B. Bryan (18/39) M. Bryan (18/39)  | B. Bryan (19/39) M. Bryan (19/39)  | Isner (1/5) Querrey (1/1)            | Llodra (3/3) Zimonjić (12/15)       | Bhupathi (15/16) Paes (11/13)        | Mirnyj (16/16) Nestor (25/28)        | Bopanna (1/6) Qureshi (1/2)                 |
| 2012                                                | López (2/3) Nadal (3/3)            | Paes (12/13) Štěpánek (1/2)          | B. Bryan (20/39) M. Bryan (20/39)  | Fyrstenberg (2/2) Matkowski (2/2)  | Granollers (1/10) López (3/3)        | B. Bryan (21/39) M. Bryan (21/39)   | Lindstedt (1/1) Tecău (1/3)          | Paes (13/13) Štěpánek (2/2)          | Bhupathi (16/16) Bopanna (2/6)              |
| 2013                                                | B. Bryan (22/39) M. Bryan (22/39)  | Qureshi (2/2) Rojer (1/4)            | Benneteau (2/2) Zimonjić (13/15)   | B. Bryan (23/39) M. Bryan (23/39)  | B. Bryan (24/39) M. Bryan (24/39)    | Peya (1/2) Soares (1/4)             | B. Bryan (25/39) M. Bryan (25/39)    | Dodig (1/6) Melo (1/9)               | B. Bryan (26/39) M. Bryan (26/39)           |
| 2014                                                | B. Bryan (27/39) M. Bryan (27/39)  | B. Bryan (28/39) M. Bryan (28/39)    | B. Bryan (29/39) M. Bryan (29/39)  | Nestor (26/28) Zimonjić (14/15)    | Nestor (27/28) Zimonjić (15/15)      | Peya (2/2) Soares (2/4)             | B. Bryan (30/39) M. Bryan (30/39)    | B. Bryan (31/39) M. Bryan (31/39)    | B. Bryan (32/39) M. Bryan (32/39)           |
| 2015                                                | Pospisil (1/1) Sock (1/4)          | B. Bryan (33/39) M. Bryan (33/39)    | B. Bryan (34/39) M. Bryan (34/39)  | Bopanna (3/6) Mergea (1/1)         | Cuevas (1/2) Marrero (1/1)           | B. Bryan (35/39) M. Bryan (35/39)   | Nestor (28/28) Roger-Vassel. (1/3)   | Klaasen (1/2) Melo (2/9)             | Dodig (2/6) Melo (3/9)                      |
| 2016                                                | Herbert (1/7) Mahut (1/7)          | Herbert (2/7) Mahut (2/7)            | Herbert (3/7) Mahut (3/7)          | Rojer (2/4) Tecău (2/3)            | B. Bryan (36/39) M. Bryan (36/39)    | Dodig (3/6) Melo (4/9)              | Dodig (4/6) Melo (5/9)               | Isner (2/5) Sock (2/4)               | Kontinen (1/3) Peers (1/4)                  |
| 2017                                                | Klaasen (2/2) R. Ram (1/6)         | Kubot (1/4) Melo (6/9)               | Bopanna (4/6) Cuevas (2/2)         | Kubot (2/4) Melo (7/9)             | Herbert (4/7) Mahut (4/7)            | Herbert (5/7) Mahut (5/7)           | Herbert (6/7) Mahut (6/7)            | Kontinen (2/3) Peers (2/4)           | Kubot (3/4) Melo (8/9)                      |
| 2018                                                | Isner (3/5) Sock (3/4)             | B. Bryan (37/39) M. Bryan (37/39)    | B. Bryan (38/39) M. Bryan (38/39)  | Mektić (1/11) Peya (3/3)           | Cabal (1/2) Farah (1/2)              | Kontinen (3/3) Peers (3/4)          | Murray (1/1) Soares (3/4)            | Kubot (4/4) Melo (9/9)               | Granollers (2/10) R. Ram (2/6)              |
| 2019                                                | Mektić (2/11) Zeballos (1/9)       | B. Bryan (39/39) M. Bryan (39/39)    | Mektić (3/11) Škugor (1/1)         | Rojer (3/4) Tecău (3/3)            | Cabal (2/2) Farah (2/2)              | Granollers (3/10) Zeballos (2/9)    | Dodig (5/6) Polášek (1/2)            | Pavić (1/9) Soares (4/4)             | Herbert (7/7) Mahut (7/7)                   |
| Sæson                                               | Indian Wells                       | Miami                                | Monte-Carlo                        | Madrid                             | Canada                               | Cincinnati                          | Rom                                  | Shanghai                             | Paris                                       |
| 2020                                                | Aflyst pga. COVID-19-pandemien     | Aflyst pga. COVID-19-pandemien       | Aflyst pga. COVID-19-pandemien     | Aflyst pga. COVID-19-pandemien     | Aflyst pga. COVID-19-pandemien       | Carreño Busta (1/1) De Minaur (1/1) | Granollers (4/10) Zeballos (3/9)     | Aflyst                               | Auger-Aliassime (1/1) Hurkacz (1/2)         |
| Sæson                                               | Miami                              | Monte-Carlo                          | Madrid                             | Rom                                | Canada                               | Cincinnati                          | Shanghai                             | Indian Wells                         | Paris                                       |
| 2021                                                | Mektić (4/11) Pavić (2/9)          | Mektić (5/11) Pavić (3/9)            | Granollers (5/10) Zeballos (4/9)   | Mektić (6/11) Pavić (4/9)          | R. Ram (3/6) Salisbury (1/3)         | Granollers (6/10) Zeballos (5/9)    | Aflyst                               | Peers (4/4) Polášek (2/2)            | Pütz (1/1) Venus (1/1)                      |
| Sæson                                               | Indian Wells                       | Miami                                | Monte-Carlo                        | Madrid                             | Rom                                  | Canada                              | Cincinnati                           | Shanghai                             | Paris                                       |
| 2022                                                | Isner (4/5) Sock (4/4)             | Hurkacz (2/2) Isner (5/5)            | R. Ram (4/6) Salisbury (2/3)       | Koolhof (1/6) N. Skupski (1/3)     | Mektić (7/11) Pavić (5/9)            | Koolhof (2/6) N. Skupski (2/3)      | R. Ram (5/6) Salisbury (3/3)         | Aflyst                               | Koolhof (3/6) N. Skupski (3/3)              |
| 2023                                                | Bopanna (5/6) Ebden (1/2)          | S. González (1/2) Roger-Vass. (2/3)  | Dodig (6/6) Krajicek (1/1)         | Rubljov (1/1) Khatjanov (1/1)      | Nys (1/1) Zieliński (1/1)            | Arévalo (1/5) Rojer (4/4)           | M. González (1/1) Molteni (1/1)      | Granollers (7/10) Zeballos (6/9)     | S. González (2/2) Roger-Vass. (3/3)         |
| 2024                                                | Koolhof (4/6) Mektić (8/11)        | Bopanna (6/6) Ebden (2/2)            | Gillé (1/1) Vliegen (1/1)          | S. Korda (1/1) Thompson (1/1)      | Granollers (8/10) Zeballos (7/9)     | Granollers (9/10) Zeballos (8/9)    | Arévalo (2/5) Pavić (6/9)            | Koolhof (5/6) Mektić (9/11)          | Koolhof (6/6) Mektić (10/11)                |
| 2025                                                | Arévalo (3/5) Pavić (7/9)          | Arévalo (4/5) Pavić (8/9)            | Arneodo (1/1) Guinard (1/1)        | Granollers (10/10) Zeballos (9/9)  | Arévalo (5/5) Pavić (9/9)            | Cash (1/1) Glasspool (1/1)          | Mektić (11/11) R. Ram (6/6)          |                                      |                                             |
| Fuldførelse af en spillers "Career Golden Masters". |                                    |                                      |                                    |                                    |                                      |                                     |                                      |                                      |                                             |
| Nestor (23/28)                                      |                                    |                                      |                                    |                                    |                                      |                                     |                                      |                                      |                                             |
| Zimonjić (10/15)                                    |                                    |                                      |                                    |                                    |                                      |                                     |                                      |                                      |                                             |

### Flest titler
Spillere med mindst otte titler. Aktive spillere er markeret med fed skrift.
| Antal titler | Spiller           | Periode |
| ------------ | ----------------- | ------- |
| 39           | Bob Bryan         | 2002-19 |
| 39           | Mike Bryan        | 2002-19 |
| 28           | Daniel Nestor     | 1996-15 |
| 18           | Todd Woodbridge   | 1992-04 |
| 17           | Mark Knowles      | 1993-09 |
| 16           | Mahesh Bhupathi   | 1997-12 |
| 16           | Maks Mirnyj       | 2000-11 |
| 15           | Nenad Zimonjić    | 2004-14 |
| 15           | Jonas Björkman    | 1998-08 |
| 14           | Mark Woodforde    | 1992-00 |
| 13           | Leander Paes      | 1997-12 |
| 11           | Nikola Mektić     | 2018-25 |
| 10           | Marcel Granollers | 2012-25 |
| 10           | Paul Haarhuis     | 1993-98 |
| 9            | Horacio Zeballos  | 2019-25 |
| 9            | Mate Pavić        | 2019-25 |
| 9            | Marcelo Melo      | 2013-18 |
| 8            | Jacco Eltingh     | 1993-98 |